# Yekaterina Pávlovna Viázemskaya
Yekaterina Pávlovna Viázemskaya (en ruso: Екатерина Павловна Вяземская) fue una princesa rusa, fundadora de la Sociedad de Literatura Antigua de Rusia y dama de honor en la corte de Alejandro II de Rusia. Sus padres fueron Pável Petróvich Viázemski, destacado escritor ruso del siglo XIX, y María Arkádievna Stolýpina dama de honor en las cortes de Nicolás I y Alejandro II.

## Biografía
La princesa Yekaterina nació el 20 de septiembre de 1849 y fue la mayor de los hijos del matrimonio del príncipe Pável Petróvich Viázemski y su esposa María Arkádievna Stolýpina. Recibió una excelente educación y pasó su niñez en la corte imperial donde su madre servía como dama de honor de la zarina María Aleksándrovna, jugando con sus hijas Alejandra y María.

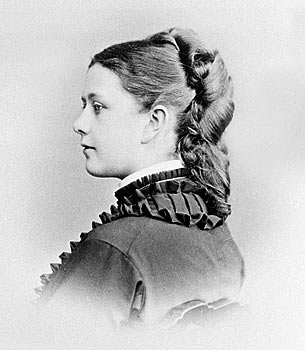
Yekaterina en su juventud

En su juventud Yekaterina mostró gran interés por la literatura y ayudó a su padre a fundar la Sociedad de Literatura Antigua de Rusia. También mostró interés por las Ciencias Naturales y colaboró en la fundación del Museo de Historia Natural de Moscú. Yekaterina sirvió en la corte del zar Alejandro II de Rusia y fue condecorada con la Orden de Santa Catalina. Yekaterina fue amiga personal de los científicos Nikolái Zograf, Olga Fédchenko y Christian von Steven. 
Yekaterina organizó el trabajo de la Cruz Roja de Rusia durante la Guerra ruso-japonesa. Fue miembro de la Sociedad misionera ortodoxa y la Sociedad de artesanías de Podolsk. Ayudó a fundar guarderías y escuelas parroquiales en los pueblos cercanos a Moscú. Los acontecimientos de la Revolución Rusa afectaron gravemente la vida de Yekaterina, ella y gran parte de su familia fueron detenidos por el gobierno revolucionario.

## Matrimonio
La princesa Yekaterina Viázemskaya contrajo matrimonio el 30 de junio de 1868 con el conde Serguéi Dmítrievich Sheremétev, hijo de los condes Dmitri Nikoláievich Sheremétev y Anna Serguéievna Shereméteva. El matrimonio tuvo 9 hijos: 
- Dmitri Serguéievich Sheremétev (1869-1943), casado con la condesa Irina Ilariónovna Vorontsova-Dáshkova (1872-1959)
- Pável Serguéievich Sheremétev (1871-1943), casado con la princesa Praskovia Vasílievna Obolénskaia
- Borís Serguéievich Sheremétev (1872-1946), casado con la baronesa María Luisa von Goebel (1880-1941)
- Anna Serguéievna Shereméteva (1873-1943), casada con Aleksandr Petróvich Sabúrov (1870-1919) asesinado por los bolcheviques
- Piotr Serguéievich Sheremétev (1876-1914), casado con Elena Borísovna Meyendorff (1881-1966)
- Serguéi Serguéievich Sheremétev (1878-1942)
- Maria Serguéievna Shereméteva (1880-1945), casada con el conde Aleksandr Vasílievich Gudóvich (1869-1919) asesinado por los bolcheviques
- Yekaterina Serguéievna Shereméteva (1880)
- Vasili Serguéievich Sheremétev (1882-1883)

## Distinciones honoríficas
- Dama de la Orden de Santa Catalina